# Коноплянка (Миргородський район)
Конопля́нка — село в Україні, у Миргородському районі Полтавської області. Населення станом на 2001 рік становило 233 особи. Входить до Білоцерківської сільської об'єднаної територіальної громади з адміністративним центром у с. Білоцерківка.

## Географія
Село Коноплянка знаходиться на березі річки Гнилиця, яка через 3 км впадає в річку Псел. Примикає до села Білоцерківка. Через село проходить автомобільна дорога М03.
Віддаль до селища Велика Багачка — 20 км. Найближча залізнична станція Сагайдак — за 17 км.

## Історія
Село Коноплянка виникло в другій половині XIX ст. як хутір Білоцерківської волості Хорольського повіту Полтавської губернії.
За переписом 1900 року хутір Коноплянка Білоцерківської волості Хорольського повіту Полтавської губернії належав до Білоцерківської козацької громади. Він мав 22 двори, 118 жителів.
У 1912 році в хуторі Коноплянка було 382 жителя.
У січні 1918 року в селі розпочалась радянська окупація.
Від 1923 до 1930 року село входило до Білоцерківського району Полтавської округи, після розформування району увійшло до складу новоутвореного Великобагачанського району.
У 1932–1933 роках внаслідок Голодомору, проведеного радянським урядом, у селі загинуло 23 мешканці.
З 14 вересня 1941 по 24 вересня 1943 року Коноплянка була окупована німецько-фашистськими військами.
У 1986 році до Коноплянки було приєднане село Солонці.
Село входило до Білоцерківської сільської ради Великобагачанського району.
13 серпня 2015 року шляхом об'єднання Балакліївської, Білоцерківської, Бірківської та Подільської сільських рад Великобагачанського району була утворена Білоцерківська сільська об'єднана територіальна громада з адміністративним центром у с. Білоцерківка.

## Населення

### Мова
Розподіл населення за рідною мовою за даними перепису 2001 року:
| Мова       | Кількість | Відсоток |
| ---------- | --------- | -------- |
| українська | 217       | 93.13%   |
| російська  | 16        | 6.87%    |
| Усього     | 233       | 100%     |

## Економіка
- Свино-товарна ферма
- ТОВ "Акуба"

## Пам'ятки історії
- Поблизу Коноплянки – поселення черняхівської культури